# Discografia degli Scooter

## Album studio
| Titolo                           | Posizione in classifica | Posizione in classifica | Posizione in classifica | Posizione in classifica | Posizione in classifica | Posizione in classifica | Posizione in classifica |
| Titolo                           | Album DE                | Album AT                | Album CH                | Album UK                | Album FIN               | Album SWE               | Album HUN               |
| -------------------------------- | ----------------------- | ----------------------- | ----------------------- | ----------------------- | ----------------------- | ----------------------- | ----------------------- |
| ...and the Beat Goes On!         | 25                      | 27                      | 29                      | 131                     | -                       | -                       | 1                       |
| Our Happy Hardcore               | 17                      | 16                      | 9                       | 24                      | 8                       | 31                      | 1                       |
| Wicked!                          | 22                      | 30                      | 38                      | 76                      | 5                       | 33                      | 2                       |
| Age of Love                      | 19                      | 32                      | 35                      | -                       | 4                       | 26                      | 3                       |
| No Time to Chill                 | 4                       | 27                      | 20                      | -                       | 1                       | 16                      | 1                       |
| Back to the Heavyweight Jam      | 7                       | -                       | 25                      | -                       | 3                       | 5                       | 1                       |
| Sheffield                        | 11                      | 49                      | 60                      | -                       | 9                       | 15                      | 2                       |
| We Bring the Noise!              | 15                      | 32                      | 74                      | -                       | 8                       | 17                      | 3                       |
| The Stadium Techno Experience    | 7                       | 14                      | 35                      | 20                      | 12                      | 4                       | 3                       |
| Mind the Gap                     | 16                      | 34                      | 67                      | -                       | -                       | 44                      | 18                      |
| Who's Got the Last Laugh Now?    | 14                      | 31                      | 44                      | -                       | -                       | -                       | -                       |
| The Ultimate Aural Orgasm        | 6                       | 17                      | 66                      | -                       | 25                      | 30                      | 28                      |
| Jumping All Over the World       | 9                       | 18                      | 65                      | 1                       | -                       | -                       | -                       |
| Under the Radar Over the Top     | 2                       | 15                      | 51                      | 62                      | -                       | -                       | 38                      |
| The Big Mash Up                  | 15                      | 30                      | 47                      | -                       | -                       | -                       | 39                      |
| Music for a Big Night Out        | 10                      | 37                      | 47                      | -                       | -                       | -                       | -                       |
| The Fifth Chapter                | 8                       | 28                      | 23                      | -                       | -                       | -                       | 30                      |
| Ace                              | 6                       | 14                      | 34                      | 17                      | -                       | -                       | 13                      |
| Scooter Forever                  | 8                       | 17                      | 32                      | -                       | -                       | -                       | 4                       |
| God Save the Rave                | 4                       | 7                       | 12                      | -                       | -                       | -                       | 22                      |
| Open Your Mind and Your Trousers | 2                       | 4                       | 8                       | -                       | -                       | -                       | -                       |

## Raccolte
- 1998: Rough And Tough And Dangerous - The Singles 94/98
- 2002: Push the Beat for this Jam (The Singles 98-02)
- 2002: 24 Carat Gold
- 2013: 20 Years of Hardcore
- 2017: 100% Scooter - 25 Years Wild and Wicked

## Live
- 2002: Encore – Live & Direct
- 2004: 10th Anniversary Concert (solo in versione digitale)
- 2006: Excess All Areas
- 2010: Live in Hamburg
- 2020: I Want You To Stream

## Singoli
| - 1994 : Vallée de larmes - 1994 : Hyper Hyper - 1994 : Hyper Hyper – Remixes - 1995 : Move Your Ass! - 1995 : Move your Ass! – Remixes - 1995 : Friends - 1995 : Endless Summer - 1995 : Endless Summer – Remixes - 1995 : Back in the U.K. - 1995 : Back in Ireland (nur in Irland erhältlich) - 1995 : Back in the U.K. – Remixes - 1996 : Let Me Be Your Valentine - 1996 : Let Me Be Your Valentine – Remixes - 1996 : Rebel Yell - 1996 : I'm Raving - 1996 : I'm Raving – Remixes - 1996 : Break It Up - 1997 : Fire - 1997 : Fire – Remixes - 1997 : The Age of Love - 1997 : The Age of Love – Remixes - 1997 : No Fate - 1998 : How Much Is the Fish? - 1998 : We Are the Greatest / I Was Made for Lovin' You | - 1999 : Call Me Mañana - 1999 : Faster Harder Scooter - 1999 : Fuck the Millennium - 2000 : I'm Your Pusher - 2000 : She's the Sun - 2001 : Posse (I Need You on the Floor) - 2001 : Aiii Shot the DJ - 2001 : Ramp! (The Logical Song) - 2002 : Nessaja - 2003 : Weekend! - 2003 : The Night - 2003 : Maria (I Like It Loud) - con Marc Acardipane e Dick Rules - 2003 : Jigga Jigga! - 2004 : Shake That! - 2004 : Shake That! - Remix Edition - 2004 : One (Always Hardcore) - 2005 : Suavemente - 2005 : Hello! (Good to Be Back) - 2005 : Apache Rocks the Bottom! - 2007 : Behind the Cow - 2007 : Lass uns tanzen - 2007 : The Question Is What Is the Question? - 2007 : And No Matches - 2008 : Jumping All Over the World | - 2008 : I'm Lonely - 2008 : Jump That Rock (Whatever You Want) - con Status Quo - 2009 : J'adore Hardcore - 2009 : Ti sento - con Antonella Ruggiero - 2009 : The Sound Above My Hair - 2010 : Stuck on Replay - 2011 : Friends Turbo - 2011 : The Only One - 2011 : David Doesn't Eat - 2011 : C'est Bleu - con Vicky Léandros - 2012 : It'z a Biz (Ain't Nobody) - 2012 : 4 AM - 2012 : Army of Hardcore - 2014 : Bigroom Blitz - con Wiz Khalifa - 2014 : Today (feat. Vassy) - 2014 : Can't Stop the Hardcore - 2015 : Radiate (feat. Vassy) - 2015 : Riot - 2016 : Oi - 2016 : Magical - con Dimitri Vegas & Like Mike - 2016 : Mary Got No Lamb - 2017 : Bora! Bora! Bora! - 2017 : My Gabber - con Jebroer - 2017 : In Rave We Trust - Amateur Hour (Anthem Mix) - 2019 : Rave Teacher (Somebody Like Me) - con Xillions | - 2019 : God Save the Rave - con Harris & Ford - 2019 : Devil's Symphony - 2019 : Which Light Switch Is Which? - 2020 : Bassdrum - con Finch - 2020 : FCK 2020 - 2020 : FCK 2020 - feat. RTO - 2020 : Paul Is Dead - con Timmy Trumpet - 2021 : We Love Hardcore - con Dimitri Vegas & Like Mike - 2021 : Groundhog Day - 2021 : Rave Witchers - con Finch - 2022 : The Spell Remains - 2022 : Do Not Sit If You Can Dance - 2023 : Waste Your Youth - 2023 : Techno is Back - con Harris & Ford - 2023 : Constellations - 2023 : For Those About to Rave - con Timmy Trumpet - 2023 : Berliner Luft - 2023 : Rave & Shout - con Harris & Ford - 2024 : Let's Do It Again - 2024 : Posse Reloaded - con Finch |

## Video
- 1996: Happy Hardcore Clips – and the Show goes on! (VHS)
- 1998: Rough & Tough & Dangerous (VHS)
- 2002: Encore (The Whole Story) (Doppio DVD)
- 2002: 24 Carat Gold (Doppio DVD) (solo in Belgio e nei Paesi Bassi)
- 2006: Excess All Areas (Doppio DVD)
- 2008: Jumping All Over the World (Whatever You Want) (2 DVD venduti all'interno del formato "Deluxe Edition" dell'omonimo album)
- 2010: Live in Hamburg (DVD live, Blu-ray)

## Progetti
| - 1988: Celebrate the Nun – Meanwhile - 1989: Celebrate the Nun – Ordinary town - 1989: Celebrate the Nun – Will you be there - 1990: Celebrate the Nun – She's a Secretary - 1991: Celebrate the Nun – Continuous - 1991: Celebrate the Nun – Patience - 1991: Celebrate the Nun – You make me wonder - 1991: S.A.X. – Marrakesh - 1994: The Loop! feat. DJ Zki & Dobre – Vallée de Larmes - 1994: Kosmos feat. Mary K – Codo - 1994: Kosmos feat. Mary K – Codo – The Remix - 1994: Clinique Team feat. the Hannover Posse – Summer Of Love - 1995: Crystal – Love Is Like Oxygene - 1995: Sunbeam – In the arms of heaven - 1996: Love Message – Love Message | - 1998: Alarm für Cobra 11 - Tödlicher Ruhm (TV Gastauftritt) - 2000: Ratty – Sunrise - 2001: Ratty – Living on Video '01 - 2001: Jay Frog – Pushin' - 2002: Dance United – Reach Out - 2002: Fragrance – Don't Break My Heart - 2002: Ancient of Mumu – Living - 2003: Ferris – Living (Without Your Love) - 2003: Axel Coon – Close To You - 2003: Axel Coon – Close To You – Remixes - 2004: Axel Coon – Lamenting city - 2004: H.P. Baxxter – liest Erzählungen von Thomas Bernhard - 2005: Dance United – Help! Asia - 2006: Axel Coon - Third Base - 2006: Jay Frog - Holly Dolly - Remixes - 2008: Sheffield Jumpers - Jump With Me |

## Remix
- 1995: Ultra Sonic – Check Your Head (Scooter Remix)
- 1995: Interactive – Living Without Your Love (Scooter Remix)
- 1995: Shahin & Simon – Do The Right Thing (Scooter Remix)
- 1995: Shahin & Simon – Do The Right Thing (Scooter Radio Remix)
- 1997: Blümchen - Ich Bin Wieder Hier (Scooter Remix)
- 2001: Modern Talking – Win The Race (Scooter Remix)
- 2001: Marc Et Claude – Loving You (Ratty Remix)
- 2001: Gouryella – Tenshi (Ratty Remix)
- 2001: Starsplash – Wonderful Days 2001 (Ratty Remix)
- 2001: ATB – Hold You (Ratty Mix)
- 2003: Ron Van Den Beuken – Timeless (Ratty Full On Vocals Remix)
- 2003: Ron Van Den Beuken – Timeless (Ratty Dub Mix)
- 2005: Einmusik – Jittery Heritage (Scooter Remix)
- 2005: Bloodhound Gang – Uhn Tiss Uhn Tiss Uhn Tiss (Scooter Remix)
- 2006: Deichkind - Remmidemmi (Yippie Yippie Yeah) (Scooter Remix)
- 2008: Lützenkirchen – 3 Tage Wach (Scooter Remix)
- 2008: Ultrabeat vs. Darren Styles - Discolights (Scooter Remix)
- 2009: Rammstein - Pussy (Scooter Remix)
- 2011: Within Temptation - Sinèad (Scooter Remix)
- 2013: Susanne Blech - Helmut Kohl (Scooter Remix)
- 2014: Beatsteaks - Gentleman of the Year (Scooter Remix)

## Tour
- 1996 : Age Of Love Tour
- 1998 : No Time To Chill Tour
- 1999 : Back To The Heavyweight Jam Tour
- 2000 : Sheffield Tour
- 2002 : Push The Beat For This Jam Tour
- 2004 : We Like It Loud Tour
- 2006 : Who's Got The Last Laugh Now? Tour
- 2007 : Lass Uns Tanzen Club Tour
- 2008 : Jumping All Over The World Tour
- 2010 : Under The Radar Over The Top Tour
- 2010: Stuff The Turkey X-Mas Tour
- 2011 : The Stadium Techno Inferno
- 2012 : The Big Mash Up Tour
- 2014 : 20 Years of Hardcore Tour
- 2016: Can't Stop The Hardcore Tour
- 2017: 100% Scooter - 25 Years Wild and Wicked Tour
- 2020: God Save The Rave Tour